# Dieter Wolf (Historiker)
Dieter Wolf (* 29. April 1956 in Nieder-Wöllstadt) ist ein deutscher Historiker und Illustrator mit dem Forschungsschwerpunkt hessische Geschichte, besonders der Orts- und Regionalgeschichte der Wetterau. Er leitete das Museum der Stadt Butzbach und das Butzbacher Stadtarchiv.

## Leben und Wirken
Dieter Wolf wuchs in Nieder-Wöllstadt in der Wetterau auf und legte an der Augustinerschule Friedberg das Abitur ab. Nach dem Studium der Geschichte, Kunstgeschichte, Vor- und Frühgeschichte sowie der Klassischen Archäologie an der Justus-Liebig-Universität Gießen und der Philipps-Universität Marburg (1975–1983) wurde er 1986 Leiter des Museums und Archivs der Stadt Butzbach. Dieses Amt bekleidete er bis zu seinem Eintritt in den Ruhestand 2020.
Zeichnerisch begabt, gründete er als Student im Juli 1975 die Reihe Die Wetterau im Federstrich der Wetterauer Zeitung. Zu den eigenen Zeichnungen von Wetterauer Sehenswürdigkeiten verfasste er ausführliche historische Erläuterungen. Durch allein 17 Veröffentlichungen im ersten Jahr wurde der Autor einer breiten Öffentlichkeit bekannt. Die Reihe mit insgesamt 37 Artikeln wurde bis 1980 weitergeführt.
Nach seinen Forschungen über niederhessische Städte im Mittelalter promovierte er 1999 mit einer Studie über Melsungen. Eine Kleinstadt im Spätmittelalter. Topographie, Verfassung sowie Wirtschafts- und Sozialstruktur. Betreut wurde die Dissertation von Fred Schwind. Seit 1972 erschienen zahlreiche Publikationen zur Erforschung der Wetterau, in denen Wolf häufig historische mit kunst- und baugeschichtlichen Aspekten verbindet.
Seit 1987 ist Wolf im Denkmalbeirat der Unteren Denkmalschutzbehörde des Wetteraukreises und gehörte von 1994 bis 2015 dem Vorstand des Hessischen Museumsverbandes an. Er ist seit 1993 Mitglied der Hessischen Historischen Kommission Darmstadt, seit 2005 Mitglied der Historischen Kommission für Hessen und seit 2007 der Kommission für die Geschichte der Juden in Hessen. Wolf betreute 2022 wissenschaftlich in der TV-Reihe Terra X den Dokumentarfilm „Ein Tag auf Burg Münzenberg 1218“.
Er ist verheiratet und lebt heute in Offenbach-Bürgel.

## Schriften (Auswahl)
- (mit Bodo Heil): Raritäten im Stadtarchiv. Die Butzbacher Bürgermeisterechnungen ab 1371/72. In: Archivnachrichten aus Hessen. Nr. 14/2, 2014, S. 4–10 (online, PDF; 5,63 MB).
- Der heilige Sintram von Nieder-Weisel. Neues zu Legende und Kult eines (fast) vergessenen Märtyrers. Ein Arbeitsbericht. In: Jahrbuch der Hessischen Kirchengeschichtlichen Vereinigung. Bd. 59, 2008, Themenband: Johanniter in Hessen. 800 Jahre diakonischer Auftrag [Festschrift zum 150-jährigen Bestehen der Hessischen Genossenschaft des Johanniterordens], S. 65–113 (online, PDF; 1,07 MB).
- (mit Hanno Müller, Dieter Bertram, Friedrich Damrath): Judenfamilien in Butzbach und seinen Stadtteilen (= Familienbuch Butzbach. Band V). Geschichtsverein für Butzbach und Umgebung, Butzbach 2007, ISBN 3-9809778-4-6.
- Butzbach auf historischen Abbildungen, Karten und Plänen vom 16. bis 19. Jahrhundert. In: Wetterauer Geschichtsblätter. Bd. 54, 2005, S. 93–387.
- Die Stumpe Kirch (sog. Marcellinuskapelle) bei Burkhards. Abt. Archäologie und Paläontologie im Landesamt für Denkmalpflege Hessen, Wiesbaden 2004, ISBN 978-3-89822-162-7.
- Melsungen. Eine Kleinstadt im Spätmittelalter. Topographie, Verfassung, Wirtschafts- und Sozialstruktur. 3 Bände. Afra-Verlag, Butzbach 2003, ISBN 3-932079-74-4, ISBN 3-932079-75-2, ISBN 3-932079-76-0.
- (Hrsg.): Alte Mauern, Mythen und Menschen – auf den Spuren der Kelten. Kulturgeschichtlicher Rundwanderweg, Hausberg und Brülerberg bei Butzbach, Archäologie, Geschichte und Natur. 3. Auflage. Freundes- und Förderkreis Museum Butzbach, Butzbach 2003.
- Zur Ortsgeschichte von Petterweil im Mittelalter. Petterweil 2001.
- (mit Klaus Peter Decker): Terra Imperii – Wetterau und Vogelsberg. Sparkasse Wetterau, Friedberg 2001.
- (mit Karl Wilhelm Rosenow): Chronik von Ostheim bei Butzbach. In: Kelterei Müller KG, Butzbach-Ostheim (Hrsg.): Ostheimer Chronik. 300 Jahre Rathaus 1697–1997, 125 Jahre Apfelweinkelterei im Familienbesitz 1873–1998. Lembeck, Frankfurt am Main 1997, S. 37–116.
- Ergänzende Beiträge zur Ostheimer Ortsgeschichte. In: Kelterei Müller KG, Butzbach-Ostheim (Hrsg.): Ostheimer Chronik. 300 Jahre Rathaus 1697–1997, 125 Jahre Apfelweinkelterei im Familienbesitz 1873–1998. Lembeck, Frankfurt am Main 1997, S. 117–152.
- Zur Geschichte von Münzenberg im Mittelalter. In: Petra Müller, Uwe Müller (Hrsg.): Münzenberg. Heimat im Schatten der Burg. 750 Jahre Stadtrechte Münzenberg, 1245–1995. 2. Auflage. Magistrat der Stadt Münzenberg, Münzenberg 1996, ISBN 3-9804269-0-4, S. 81–158.
- Zur mittelalterlichen Befestigung von Dörfern und Flecken der Wetterau – mit besonderer Berücksichtigung von Rodheim vor der Höhe. In: Rodheimer Hefte. Nr. 2, 1996, S. 25–83.
- Zur Kirchengeschichte Butzbachs in vorreformatorischer Zeit. In: Peter Fleck, Dieter Wolf (Hrsg.): Katholisches Leben in Butzbach in Mittelalter und Neuzeit. Festschrift zur 100-Jahrfeier der Katholischen Pfarrgemeinde Butzbach. Butzbach 1994, S. 11–70, Fußnoten S. 207–217.
- Die Pfarreiverhältnisse in Rodheim vor der Höhe und Umgebung im Mittelalter aus historischer Sicht. (S. 1–72). Anhang I: Das Rodheimer Pfarreibuch aus der zweiten Hälfte des 15. Jahrhunderts. (S. 267–294). Anhang II: Pfarrer in Rodheim bis zur Reformation. (S. 295–309). Anhang III: Die Kaplanei Lichen und Frühmesserei Rodheim. (S. 311–318). In: Ulrich Schütte (Hrsg.): Die alte Pfarrkirche von Rodheim vor der Höhe. Beiträge zur Geschichte und Architektur einer ländlichen Pfarrkirche in der Wetterau. [Rosbach v. d. H. 1992], S. 1–72, 267–318.
- Aus der Baugeschichte der alten Pfarrkirche (Griedel). In: Dieter Bertram (Hrsg.): Die Kirche in Griedel. Geschichte der Kirchengemeinde und ihres Gotteshauses. Butzbach 1986, S. 65–75.
- Zur Geschichte der Pfarrei St. Peter (Griedel). In: Dieter Bertram (Hrsg.): Die Kirche in Griedel. Geschichte der Kirchengemeinde und ihres Gotteshauses. Butzbach 1986, S. 11–28.
- (Bearb. und Hrsg.): Aus der Geschichte eines Wetterau-Dörfchens. 1200 Jahre Bauernheim 778–1978. Friedberg-Bauernheim 1978.
- Vom alten Nieder-Wöllstadt. 2. Auflage. Wolf, Wöllstadt 1977.
- Ockstadt im Mittelalter. Versuch eines Überblicks. In: Von Hucchenstat zu Ockstadt. 1200 Jahre Geschichte eines Dorfes. Friedberg 2017, S. 79–152.
- Zur Entwicklungsgeschichte der ehem. Stadtpfarrkirche und Johanniterkomtureikirche in Nidda. In: Niddaer Geschichtsblätter. Heft 11, 2020, S. 63–232.